# Rainer Kulms
Rainer Kulms (geb. vor 1982) ist ein deutscher Jurist und Hochschullehrer.

## Leben
Er erwarb 1982 den Master of Laws an der University of Michigan und die Promotion 1987 in Hamburg. Danach war er für mehrere Jahre Justitiar in der Industrie. Nach der  Habilitation 1999 in Hamburg war er von 2000 bis 2002 Mitherausgeber und seit 2003 Editor-in-Chief der European Business Organization Law Review. Er hat Lehraufträge an der Universität Hamburg (European Master Programme in Law and Economics), im Lent Term 2008 Visiting Fellow an der University of Cambridge. Seit 2009 ist er Mitglied der ‚Flying Faculty’ der China-EU School of Law in Peking und lehrte als Gastdozent an den Universitäten Belgrad, Timișoara und Tirana sowie an chinesischen Universitäten. Im April 2017 wurde er zum Adjunct Professor an der School of Law and Economics der China University of Political Science and Law ernannt.
Seine Forschungsschwerpunkte sind bürgerliches Recht, Deutsches, europäisches und US-amerikanisches Handels-, Gesellschafts- und Wirtschaftsrecht (einschließlich der ökonomischen Bezüge), Rechtsvergleichung.

## Schriften (Auswahl)
- Das Antidumpingrecht im amerikanischen und europäischen Recht – Eine Untersuchung anhand der Stahlkrise. München 1988, ISBN 3-7890-1559-8.
- Schuldrechtliche Organisationsverträge in der Unternehmenskooperation. München 2000, ISBN 3-7890-6885-3.
- als Herausgeber mit Jürgen Basedow, Ulrich Drobnig, Reinhard Ellger, Klaus J. Hopt, Hein Kötz und Ernst-Joachim Mestmäcker: Aufbruch nach Europa. 75 Jahre Max-Planck-Institut für Privatrecht. Tübingen 2001, ISBN 3-16-147630-1.
- mit Klaus J. Hopt und Jan von Hein: Rechtshilfe und Rechtsstaat – Die Zustellung einer US-amerikanischen Class Action in Deutschland. Tübingen 2006, ISBN 3-16-148456-8.
- als Herausgeber: Private law reform in South East Europe. Liber amicorum Christa Jessel-Holst. Belgrad 2010, ISBN 978-86-7630-255-0.
- als Herausgeber mit Christa Jessel-Holst: Private law in Eastern Europe. Autonomous developments or legal transplants?. Tübingen 2010, ISBN 3-16-150589-1.